# Wollaston (jezero)
Wollaston je jezero nacházející se v severovýchodním Saskatchewanu, v  Kanadě. S rozlohou 2286 km² (bez ostrovů; 2681 km² pokud jsou zahrnuty i ostrovy) je největším jezerem na světě, z něhož voda odtéká přirozeně do dvou různých povodí. Řeka Fond du Lac vytéká z jezera na severozápad, kde teče směrem do jezera Athabaska, které leží v povodí řeky Mackenzie, tekoucí do Severního ledového oceánu. Řeka Cochrane teče na severovýchod a stáčí se pak lehce na jihovýchod, aby vtekla do Sobího jezera, které je součástí povodí řeky Churchill, která odvodňuje obrovský systém severosaskatchewanských a severomanitobských jezer ústí do Hudsonova zálivu.
Jediné lidské sídliště na jeho březích se také jmenuje Wollaston Lake, má populaci čítající na 1 400 osob, z nichž čtvrtina je členy kmene Lac La Hache Indian Band. Přístup k jezeru zajišťuje letecké spojení na malé místní letiště (Wollaston Lake Airport) a také celoročně provozuschopná silnice (Highway 905) do La Ronge (Saskatchewan). Tato cesta prochází kolem západní strany jezera, zatímco obec Wollaston Lake se nachází na východní straně jezera, ale přes jezero se po celou zimu běžně jezdí po „ledové silnici“ (od listopadu až do června), a když není zamrzlé, tak je využíván místní přívoz Wollaston barge. Leteckou obslužnost zajišťuje také přistávací dráha v Points North Landing, středisko obsluhující blízké uranové doly. Tato průmyslová těžba zajišťuje dostatek pracovních příležitostí pro místní usedlíky, na druhou stranu však díky ní vznikají pochybnosti o tom, zda nedojde ke kontaminaci jezera.
Jezero Wollaston bylo objeveno průzkumníkem Peterem Fidlerem kolem roku 1800 a bývalo využíváno kožešinovými obchodníky jako spojnice mezi povodím řeky Churchill a Mackenzie. V roce 1821 pojmenoval průzkumník John Franklin jezero po slavném anglickém chemikovi a fyzikovi, Williamovi Hydovi Wollastonovi, objeviteli rhodia a palladia.

## Druhy místních ryb
V jezeře můžeme naleznout candáty druhu Sander vitreus (anglicky walleye), okouny druhu Perca flavescens (anglicky yellow perch), štiky druhu Esox lucius (anglicky northern pike), siveny druhu Salvelinus namaycush (anglicky lake trout), lipany severními, síhy druhu Coregonus clupeaformis (anglicky lake whitefish), síhy druhu Coregonus artedi (anglicky cisco), mníky, pakaprovce druhu Catostomus commersonii (anglicky white sucker) a pakaprovci druhu Catostomus catostomus (anglicky longnose sucker).
Odpadní vody z čističky uranového dolu Rabbit Lake jsou vypouštěny do Skrytého zálivu (Hidden Bay) na jihozápadní straně jezera.